# 覚海円成
覚海円成（かくかいえんじょう、? - 康永4年/興国6年8月12日（1345年9月9日））は、鎌倉時代末期から南北朝時代初期にかけての女性。安達氏の一族で安達（大室）泰宗の娘。鎌倉幕府9代執権北条貞時の側室。北条氏最後の得宗、北条高時の母。子は他に泰家など。覚海円成は出家後の法名で、実名は不明。覚海尼、大方殿とも。鎌倉の山内に住んでいたことから、山内禅尼とも呼ばれる。

## 生涯
弘安8年（1285年）の霜月騒動で、14歳の執権貞時を擁する平頼綱によって安達一族の多くが滅ぼされた。頼綱が貞時によって誅された後に、安達一族の幕府復帰が認められ、庶流であった安達泰宗の娘である大方殿が貞時に側室として嫁ぎ、三男で嫡子となった高時と四男泰家を産む。なお貞時の正室は北条宗政の娘（貞時の従姉妹）だったが、子は産まなかったか、もしくは産んだとしても夭折している。
応長元年（1311年）に貞時が死去すると、9歳の高時が北条得宗家の家督を継いで14歳で執権となる。貞時の遺言で幼主高時の後見を託された内管領の長崎円喜と、安達氏の一族で娘を高時に嫁がせた安達時顕が幕政の実権を握った。
元亨元年（1321年）、夢窓疎石を再三にわたる招請で鎌倉に呼び寄せる。
元亨3年（1323年）、貞時の13回忌供養で建長寺に華厳塔を建立。
正中2年（1326年）3月13日、高時が病のため24歳で出家し執権を辞任した事により、その後継を巡って内管領長崎氏と外戚安達氏の抗争である嘉暦の騒動が起こる。長崎氏は前年12月に高時の妾で御内人・五大院宗繁の妹が産んだ長子太郎邦時を後継に推したが、覚海円成と安達一門は邦時誕生の際に御産所にも高時の前にも現れず、あきらかに態度で不快を示したという。安達氏側は高時の弟で覚海円成の子泰家を後継執権として推していたが、長崎氏の推挙で北条氏庶流の金沢貞顕が中継ぎとして執権になると、覚海円成は憤って泰家を出家させ、覚海円成や泰家が貞顕を殺そうとしているという風聞が流れたため、恐れをなした貞顕は出家して執権を辞任。覚海円成の怒りを恐れて北条一門になり手がない中、北条守時が後任となり、これが最後の北条氏執権となる。
元徳4年（1332年）4月26日、東慶寺に梵鐘を建立。
元弘3年（1333年） 5月22日、鎌倉幕府滅亡により、高時以下北条一門が自害した後、覚海円成は一族の女性たちと共に安堵された伊豆国韮山の地に移り住み、尼寺の円成寺を建立して一門を供養した。足利直義が円成寺に所領を寄進して援助しており、足利兄弟が帰依していた夢窓疎石を介して行われたと見られる。
康永4年/興国6年（1345年）8月12日、死去。
東慶寺に建立した梵鐘は伊豆国に移されて、静岡県伊豆の国市の本立寺に所蔵されている。

## 関連作品
テレビドラマ
- 太平記（1991年、NHK大河ドラマ） - 演：沢たまき